# NGC 1964
NGC 1964 (również PGC 17436) – galaktyka spiralna z poprzeczką (SBb), znajdująca się w gwiazdozbiorze Zająca. Odkrył ją William Herschel 20 listopada 1784 roku. Znajduje się w odległości około 74 milionów lat świetlnych od Ziemi.